# Henk de Haan (voetballer)
Henk de Haan (Groningen, 2 november 1962) is een Nederlands voormalig voetballer.
Hij speelde tussen 1982 en 1984 in totaal 25 wedstrijden in de Eredivisie voor FC Groningen. Zijn hoogtepunt met Groningen waren invalbeurten tegen Atlético Madrid en Inter Milan in Europees verband. Hierna speelde hij van 1984 tot 1993 voor SC Veendam, waarvoor hij in totaal 249 competitieduels speelde en daarin zesmaal het doel trof. Daarvan speelde hij in seizoen 1986/87 en 1988/89 met SC Veendam (van 1988–2011 BV Veendam geheten) in de Eredivisie.
Na zijn voetbalcarrière heeft hij een periode gewerkt voor FC Groningen op de afdeling Commerciële Zaken. De Haan werkte jarenlang als adviseur bij de Rabobank in Delfzijl, is te huren als spreker en heeft een eigen evenementenbureau, genaamd Henk Evenement'n. Ook is De Haan nog steeds actief rondom FC Groningen.  Hij verzorgt er commentaar en analyseert in de Euroborg wedstrijden kort voor de aftrap en kort na afloop. Sinds 2013 was hij ook af en toe aan de bar te zien in het voetbalpraatprogramma Voetbal Inside op RTL 7. Hij wierp zich in maart 2013 tevergeefs op als  redder van SC Veendam, nadat deze club voor de tweede keer failliet was verklaard.